# 공근면
공근면(公根面)은 강원특별자치도 횡성군 북서쪽에 위치한 면이다. 넓이는 129.8km2이고, 인구는 2016년 기준으로 3,617명이다. 홍천군 홍천읍과 접해 있다.

## 연혁
- 1760년 (조선 영조 36년) : 「여지도서(與地圖書)」에 의하면 '서공근면'으로 표기, 학곡리·초원리·창봉리·백아곡리·내공근리·토동리·수백리·갈마곡리 등 8개리를 관할하였다고 함
- 1912년 : 조선총독부에서 펴낸 「구한국지방행정구역지명명칭일람 (舊韓國地方行政區域地名名稱一覽)」및 1917년에 편찬된 「신구대조 조선전도부군면리동명칭일람(新舊對照朝鮮全道府郡面里洞名稱一覽)에는 공근면(公根面)으로 표기되어 있으며, 학곡리, 상초원리, 하초원리, 도사곡리, 창봉리, 행정리, 내공근리, 어둔리, 상토동리, 하토동리, 백아곡리, 청곡리, 삼배리, 상수백리, 하수백리, 상갈마곡리, 하갈마곡리 등 17개리 관할
- 1914년 3월 1일 : 부군면 통폐합으로 공근면으로 고쳐서 가곡리, 공근리, 덕촌리, 도곡리, 매곡리, 부창리·삼배리, 상동리, 수백리, 어둔리, 오산리, 창봉리, 청곡리, 초원리, 학곡리, 학담리, 행정리 등 17개리 관할
- 1973년 7월 1일 : 홍천군 남면 상창봉리를 편입하고[1] 학곡리의 일부를 횡성읍에 이관하고 남은 학곡리 지역을 신촌리라 함

## 행정 구역
| 법정리   | 한자명   | 행정리           | 비고            |
| -------- | -------- | ---------------- | --------------- |
| 가곡리   | 佳谷里   | 가곡리           |                 |
| 공근리   | 公根里   | 공근리           |                 |
| 덕촌리   | 德村里   | 덕촌리           |                 |
| 도곡리   | 陶谷里   | 도곡리           |                 |
| 매곡리   | 梅谷里   | 매곡리           |                 |
| 부창리   | 富蒼里   | 부창리           |                 |
| 삼배리   | 三培里   | 삼배리           |                 |
| 상동리   | 上洞里   | 상동리           |                 |
| 상창봉리 | 上蒼峰里 | 상창봉리         |                 |
| 수백리   | 水白里   | 수백리           |                 |
| 신촌리   | 新村里   | 신촌리           |                 |
| 어둔리   | 於屯里   | 어둔리           |                 |
| 오산리   | 梧山里   | 오산리           |                 |
| 창봉리   | 蒼峰里   | 창봉리           |                 |
| 청곡리   | 淸谷里   | 청곡1리, 청곡2리 |                 |
| 초원리   | 草院里   | 초원1리, 초원2리 |                 |
| 학담리   | 鶴潭里   | 학담1리, 학담2리 | 면사무소 소재지 |
| 행정리   | 杏停里   | 행정리           |                 |

## 문화재
- 육절려 - 매곡리 소재, 강원특별자치도 유형문화재 제65호

## 교육
- 공근초등학교 (학담리)
  - 가곡분교 (폐교) - 금계로 505 (가곡리)
  - 광덕분교 (폐교) - 초학로 15 (초원리)
  - 공명분교 (폐교) - 금계서로 15 (공근리)
- 상창초등학교 (폐교) - 금계로 837 (부창리)
- 수백초등학교 (수백리)
- 공근중학교 (학담리)